# 松浦チエ
松浦 チエ（まつうら チエ、1980年10月1日 - ）は、日本の女性声優。マウスプロモーション所属。埼玉県出身。

## 略歴
東京アナウンス学院放送声優科、マウスプロモーション附属俳優養成所卒業。
10歳の頃、テレビアニメ『絶対無敵ライジンオー』を見て職業としての声優を知ったという。
小学校の頃から声優を目指し、卒業文集に「声優になる」と書いていた。

## 人物
声優としては、テレビアニメ、外画吹き替えを中心に活躍。
『Angel Beats!』で共演した櫻井浩美、『BLAZBLUE』シリーズで共演した磯村知美と親交が深い。磯村は専門学校在籍時からの縁。
趣味・特技はサックス、料理。

## 出演
太字はメインキャラクター。

### テレビアニメ
2004年
- 攻殻機動隊 S.A.C. 2nd GIG（陸上自衛軍オペレーター、少女）
- ケロロ軍曹（2004年 - 2011年、師走さつき、モリリ看護長〈モリリ戦闘員〉、幽霊少女〈お観世〉、5884、すもも〈38代目〉 他）
- ローゼンメイデン（女の子）
- 神無月の巫女（女生徒）

2005年
- ギャラリーフェイク（女性、観客、母親）
- ToHeart2（女子生徒B）
- ハチミツとクローバー（2005年 - 2006年、猫、おばさん、猫3）- 2シリーズ

2006年
- おろしたてミュージカル 練馬大根ブラザーズ（オバサン、デブ夫人、カラクリ1号、選手 他）
- 少女チャングムの夢（弟）
- ワンワンセレプー それゆけ!徹之進（女性B）
- コヨーテ ラグタイムショー（ジューン）
- 無敵看板娘（子供）
- NIGHT HEAD GENESIS（2006年 - 2007年、村上めぐみ、受付嬢、カウンターの女性、美和の母）
- 009-1（幼いミレーヌ）

2007年
- 地獄少女 二籠（吉崎さやか、亜佐美）

2008年
- ネオ アンジェリーク Abyss -Second Age-（少女）

2010年
- Angel Beats!（ひさ子、NPC女A）

2013年
- BLAZBLUE ALTER MEMORY（ココノエ、ポチカカ）

2014年
- 桜Trick（園田家母）

2015年
- 暗殺教室（2015年 - 2016年、片岡メグ）- 2シリーズ
- 金田一少年の事件簿R（香胡蝶）

2016年
- アイカツスターズ!（保健医）

2020年
- 異種族レビュアーズ（データー）

2022年
- かぎなど（ひさ子）

### 劇場アニメ
- ぼくの孫悟空（2003年）
- 超劇場版ケロロ軍曹 撃侵ドラゴンウォリアーズであります!（2009年、師走さつき）

### OVA
- TAMALA ON PARADE（2007年、しっぽ、エクトプラズムC）

### Webアニメ
- 殺せんせーQ!（2016年 - 2017年、片岡メグ）
- マウスどうぶつえん（2017年、カモノハシのちえ）
- マウスどうぶつえん名作劇場（2020年、カモノハシのちえ）

### ゲーム
2002年
- 鬼武者2

2004年
- 3年B組金八先生 伝説の教壇に立て!（花）

2005年
- 忍道 戒（町娘）
- キングダム ハーツII

2006年
- サンライズ英雄譚3（ジニー）
- 降魔霊符伝イヅナ（アズキ、イチカ）
- マブラヴ（柏木晴子） - 全年齢版
- マブラヴ オルタネイティヴ（柏木晴子） - 全年齢版

2007年
- 偽りの輪舞曲
- 降魔霊符伝イヅナ 弐（シノ、イチカ、ミナモ）
- セツの火（神楽岡衣里）

2009年
- 悪魔城ドラキュラ THE ARCADE（リトル・ウィッチ）
- BLAZBLUEシリーズ（2009年 - 2016年、ココノエ） - 7作品
- ときめきメモリアル4（龍光寺カイ）

2010年
- 剣と魔法と学園モノ。3（ウヅメ、ドワーフ・男、ディアボロス・女）

2012年
- バイオハザード リベレーションズ

2013年
- XBLAZE CODE:EMBRYO（赤城林檎）

2015年
- 天空のクラフトフリート（シュタール、ジュリア）
- 暗殺教室 殺せんせー大包囲網!!（片岡メグ）
- XBLAZE LOST:MEMORIES（赤城林檎、おかあさん）
- Angel Beats! -1st beat-（ひさ子）

2016年
- ストリートファイターV（フェヴリエ）
- 暗殺教室 アサシン育成計画!!（片岡メグ）
- スカルガールズ 2ndアンコール（イライザ）
- ゴッドオブハイスクール【神スク】（天道千尋）

2017年
- よるのないくに2 〜新月の花嫁〜（ロエルジリス）

2018年
- アズールレーン（霧島）

2019年
- ラングリッサー モバイル（レティシア）
- グラフィティスマッシュ（ティング）
- ファイアーエムブレム 風花雪月（カトリーヌ）
- CODE VEIN（主人公）
- Sdorica（ジャンヌ）

2020年
- モンスターストライク（2020年 - 2024年、スラッシュレディ、普賢&文殊〈普賢真人 / 獣神化〉、ドゥームズデイ）
- ファイアーエムブレム ヒーローズ（2020年 - 2023年、カトリーヌ）

2022年
- ブレイブ フロンティア レゾナ（イオニア）
- ファイアーエムブレム無双 風花雪月（カトリーヌ）

2023年
- 無期迷途（マックイーン）

2024年
- アナザーコード リコレクション：2つの記憶/記憶の扉（ジーナ・バーンズ）
- ヘブンバーンズレッド（渕田ひさ子）
- 鋼嵐 - メタルストーム（白月）

### ドラマCD
- 風光る 2（小花）
- 月刊少女野崎くん（鹿島遊[37]）
- 砂時計（看護婦 他）
- TUBASA リングにはばたく少女達2（青樹玲奈）
- 方言恋愛（第一巻・高知県）
- MAUSU THEATER
  - Vol.034（「マウスおとぎばなし」）
  - Vol.035 - Vol.038、Vol.040（「俺×5限界凸破」）
  - Vol.048 - Vol.053（「目指せ!成婚カップル100組ワンダーランド」）
  - Vol.067（「もしもしデビルズホットライン」）
  - Vol.075（支配人）

### オーディオブック
- 池袋ウエストゲートパーク 8 非正規レジスタンス（2015年、大貫由維）
- 池袋ウエストゲートパーク 9 ドラゴン・ティアーズ（2015年、谷原奈々枝）
- 世界から猫が消えたなら（2015年、元彼女）
- 流（2017年、毛毛）

### 吹き替え

#### 映画
- シアターの怪人（エイプリル）
- ジャンプ・イン!（ショーナ）
- 007 黄金銃を持つ男（チューミー）
- チャイニーズ・ゴースト・ストーリー（水の妖怪）
- テッド（サンディ・チークス）
- トリコロールに燃えて（ジョセフィーン 他）
- パパラッチ（シーラ）
- ハリー・ポッターと炎のゴブレット（アンジェリーナ・ジョンソン）
- PQ-17〜対Vボート海戦（フェージャ）
- ブロークン・スカイ（ルイスの彼女）
- マイアミ・バイス（バーテン）
- レズパラ（エイプリル）
- 恋愛小説家（スペンサー）
- 恋愛兵法

#### ドラマ
- iCarly（バレリー）
- WITHOUT A TRACE/FBI 失踪者を追え!（女生徒）
- コールドケース2（カイル）
- シークレット・アイドル ハンナ・モンタナ（アンバー）
- ハイスクール・ウルフ（女子生徒）
- ふたりはお年ごろ（男の子）
- 名探偵モンク2（女生徒）

#### アニメ
- X-MEN（ミスティーク、リアンドラ 他）
- エンペラーズ・ニュースクール
- スポンジ・ボブ（サンディ・チークス〈2代目〉、シェルドン・J・プランクトン〈2代目〉 他）※シーズン3 #16以降
  - スポンジ・ボブ/スクエアパンツ ザ・ムービー（サンディ）
  - スポンジ・ボブ 海のみんなが世界を救Woo!（サンディ / ザ・ロデント、プランクトン / プランク・トン）
  - スポンジ・ボブ: スポンジ・オン・ザ・ラン（サンディ、プランクトン）
  - サンディ・チークスのビキニタウン救出大作戦（サンディ、プランクトン）
- チョーク・ゾーン（ラップリンセス）
- ラマだった王様 学校へ行こう!（キョクシー）
- リトル・ビル（マレー先生、ドラド）

### ラジオ
- 松浦チエと峯香織のちか☆ちか日和（DNEメディアステーション：2010年7月20日 - 2011年3月1日）

### その他コンテンツ
- パチスロ 2027（鳴海優）
- MUSIC ON! TV（チャンネルボイス）
- アジアドラマチックTV（番宣ナレーター）
- よくばりあいうえおえほん ひらがなカタカナカチッときりかえ!
- あそんでおぼえる はじめてのあいうえおえほん
- おしゃれビーナ おみせで きせかえ・メイク・ヘアカット

## ディスコグラフィ

### キャラクターソング
| 発売日  | 商品名                                     | 歌                     | 楽曲                                | 備考                                |
| 2009年  | 2009年                                     | 2009年                 | 2009年                              | 2009年                              |
| ------- | ------------------------------------------ | ---------------------- | ----------------------------------- | ----------------------------------- |
| 12月3日 | ときめきメモリアル4 Character Single BOX   | 龍光寺カイ（松浦チエ） | 「Complication」                    | ゲーム『ときめきメモリアル4』関連曲 |
| 2015年  |                                            |                        |                                     |                                     |
| 3月27日 | 暗殺教室 BD&DVD 第1巻特典CD                | 3年E組カバ担           | 「ヒーロー HOLDING OUT FOR A HERO」 | テレビアニメ『暗殺教室』関連曲      |
| 2016年  |                                            |                        |                                     |                                     |
| 9月28日 | 暗殺教室 ベストアルバム 〜Music Memories〜 | 3年E組                 | 「旅立ちのうた」                    | テレビアニメ『暗殺教室』挿入歌      |
| 9月28日 | 暗殺教室 ベストアルバム 〜Music Memories〜 | 3年E組カバ担           | 「ヒーロー HOLDING OUT FOR A HERO」 | テレビアニメ『暗殺教室』関連曲      |

### ユニットメンバー
1. 1 2  岡野ひなた（田中美海）、片岡メグ（松浦チエ）、矢田桃花（諏訪彩花）
2. ↑  赤羽業（岡本信彦）、磯貝悠馬（逢坂良太）、岡島大河（内藤玲）、岡野ひなた（田中美海）、奥田愛美（矢作紗友里）、片岡メグ（松浦チエ）、茅野カエデ（洲崎綾）、神崎有希子（佐藤聡美）、木村正義（川辺俊介）、倉橋陽菜乃（金元寿子）、潮田渚（渕上舞）、菅谷創介（宮下栄治）、杉野友人（山谷祥生）、竹林孝太郎（水島大宙）、千葉龍之介（間島淳司）、寺坂竜馬（木村昴）、中村莉桜（沼倉愛美）、狭間綺羅々（斎藤楓子）、速水凛香（河原木志穂）、原寿美鈴（日野未歩）、不破優月（植田佳奈）、前原陽斗（浅沼晋太郎）、三村航輝（高橋伸也）、村松拓哉（はらさわ晃綺）、矢田桃花（諏訪彩花）、吉田大成（下妻由幸）、律（藤田咲）、堀部糸成（緒方恵美）

### シリーズ一覧
1. ↑  第1期（2005年）、第2期『Ⅱ』（2006年）
2. ↑  第1期（2015年）、第2期（2016年）
3. ↑  『CALAMITY TRIGGER』（2009年） - 家庭用版、『CONTINUUM SHIFT』（2009年）、『II』（2010年）、『II PLUS』『CONTINUUM SHIFT EXTEND』（2011年）、『CHRONOPHANTASMA』（2012年）、『CHRONOPHANTASMA EXTEND』（2014年）、『CENTRALFICTION』（2015年 - 2016年）